# Wetmore
Wetmore és una població dels Estats Units a l'estat de Kansas. Segons el cens del 2000 tenia 362 habitants.

## Demografia
Segons el cens del 2000, Wetmore tenia 362 habitants, 139 habitatges, i 97 famílies. La densitat de població era de 367,8 habitants/km².
Dels 139 habitatges en un 33,1% hi vivien nens de menys de 18 anys, en un 56,1% hi vivien parelles casades, en un 10,1% dones solteres, i en un 30,2% no eren unitats familiars. En el 27,3% dels habitatges hi vivien persones soles el 12,2% de les quals corresponia a persones de 65 anys o més que vivien soles. El nombre mitjà de persones vivint en cada habitatge era de 2,6 i el nombre mitjà de persones que vivien en cada família era de 3,19.
Per edats la població es repartia de la següent manera: un 30,7% tenia menys de 18 anys, un 6,6% entre 18 i 24, un 27,3% entre 25 i 44, un 18% de 45 a 60 i un 17,4% 65 anys o més.
L'edat mediana era de 36 anys. Per cada 100 dones de 18 o més anys hi havia 87,3 homes.
La renda mediana per habitatge era de 38.438 $ i la renda mediana per família de 47.500 $. Els homes tenien una renda mediana de 31.500 $ mentre que les dones 24.375 $. La renda per capita de la població era de 15.791 $. Entorn del 6,1% de les famílies i el 8,6% de la població estaven per davall del llindar de pobresa.

## Poblacions més properes
El següent diagrama mostra les poblacions més properes.